# スペイン経済危機 (2012年)

OECD各国の失業率

スペイン経済危機 (2012年)（すぺいんけいざいきき）は、2012年にスペインが直面した金融・経済問題のこと。2000年代後半に不動産バブルがはじけた影響が長引き、深刻な状況となった。

## 背景
フランコ独裁の終焉を経て1986年に欧州連合に加盟したスペインは、他の加盟国をおいかけるように経済成長を続けた。1990年代後半からは、不動産業及び建設業の内需が成長力となり、2000年-2007年の年平均実質GDP成長率は3％を上回る好調ぶりを見せている。特に、不動産市場の成長は顕著で、2003年には対前年度比20%を超える成長率となった。しかし、次第に銀行の債権に占める不動産の比率が上昇、不動産バブル状態として注目を浴びた。

## バブル崩壊
2007年にアメリカ発のサブプライム住宅ローン危機が表面化し、世界金融危機 (2007年-2010年)に波及すると、バブル状態になっていたスペインは一気にリセッション状態となった。この年を契機に不動産価格の暴落、GDPの実質成長率は2009年に-3.7%と大きく落ち込んだ。財政支出も2009年に-11.1％と大幅な赤字に陥り、ソブリン・リスクが叫ばれるようになった。この頃には、同様の問題を抱えた国と一緒にPIIGSとしてくくられるようになった。
詳細は、2010年欧州ソブリン危機を参照。

## 経緯

### 2012年
- 5月　金融機関の不良債権が資産の9%に上昇[3]。9日には、不動産関連で多額の不良債権を抱えていた大手銀行バンキアの一部国有化（国が株式の45%取得）が決定。バンキアは2012年上期決算で、44億ユーロの損失を計上。9月3日には、銀行再編基金により40億-50億ユーロの資本注入も行われた[4]。
- 6月9日　ユーロ圏の財務大臣が電話会談を行い、スペインの銀行の資本増加に必要な資金として最大1000億ユーロを支援することを表明。
- 6月13日　アメリカの格付け会社ムーディーズがスペイン国債の格付けを、3段階引き下げを発表（A3からBaa3）。
- 6月14日　債券市場で、スペインの国債が急落。10年物国債の流通利回りが7％台に上昇した[5]。
- 7月19日　中央政府は、自治州向け緊急融資枠として180億ユーロを確保。これを受け、翌日にはバレンシア州が支援要請を行ったほか、8月にはいるとムルシア州やカタルーニャ州が、9月にはアンダルシア州も支援要請を行うこととなった[6]。なお、カタルーニャ州は、自治州政府の資金調達が難しくなるとして、8月にスタンダード・アンド・プアーズから長期信用格付けを引き下げられ、投資不適格級（BB）とされた[7]。

- 7月27日　スペイン国立統計局が第2四半期の失業率を発表。24.63％と前期と深刻化したまま横ばい状態。失業者約570万人のうち、若年層（16～24歳）の失業率は53.27％[8]。

### 2013年
GDP年成長率は1.3％までに減速。失業率は26.4％を記録。財政赤字はGDPの6.7％となり、政府債務はGDPの100％にのぼった。

## 失業率
2011年1月から3月までの失業率21.29%、失業者は490万人と過去13年間で最悪の数字となっている。2012年でも失業率は回復せず、さらに悪化した。2012年10月5日、スペインの月次の失業率はスペインの近代史上初めて25％を突破した。若年失業率は現在52％を超えており、先進国全体の平均の3倍以上に上っている。2013年に入っても失業率の悪化には歯止めがかからず、26.6%となり、25歳未満の若者では56.5%となっている。
経済の低迷により、移民が大量に帰国しているため、スペインでは人口の減少も起こっている。2013年4月22日に発表された2012年のスペイン人口は4710万人で、前年比20万6000人が減少している。